# Бейдер, Ричард
Ричард Бейдер (англ. Richard F. W. Bader, 15 октября 1931 — 15 января 2012) — канадский квантовый химик, создатель квантовой теории атомов в молекулах (QTAIM). В рамках этой теории оказывается возможным физическое обоснование ключевых понятий химии — «атом» и «химическая связь» — в терминах топологии функции электронной плотности в трёхмерном пространстве.

## Биография
Ричард Бейдер родился в 1931 году в Китченере. Он получил степень бакалавра в 1953 году и степень магистра в 1955 году в университете Макмастера под руководством Артура Борнса. В 1958 году защитил степень PhD в Массачусетском технологическом институте, изучал теоретическую химию в Кембриджском университете под руководством Кристофера Лонге-Хиггинса.
В 1959 году стал ассистентом (англ. assistant professor) кафедры химии Оттавского университета, в 1962 году — адъюнкт-профессором. В 1963 году перешёл на ту же должность в университет Макмастера, стал полным профессором в 1966 году и почётным профессором в 1996. В 1989 году избран членом Королевского общества Канады. В 2011 году был номинирован на Нобелевскую премию по химии.